# 今永虎雅
今永 虎雅（いまなが たいが、1999年8月9日 - ）は、日本のプロボクサー。大阪府河内長野市出身。大橋ボクシングジム所属。

## 来歴

### アマチュア時代
中学生の頃キックボクシングをしており、K-1王者の椿原龍矢とも対戦している。
王寺工業高校時代、同期の荒本一成とともに高校時代の全国大会を全て制する日本ボクシング史上初の高校8冠を達成。
東洋大学進学後も2017年愛媛国体、2018年台北国際招待トーナメントでそれぞれ優勝しアマチュア10冠達成。
2019年、2020年東京オリンピック代表選考を兼ねた全日本選手権で決勝まで進むが、成松大介（自衛隊体育学校）に判定で敗れオリンピックの夢は潰えた。
2021年、ベオグラード世界選手権に出場し、1回戦でキルギスの選手から1勝を挙げたが、2回戦で敗退。

### プロ時代
大学卒業を控えた2022年3月15日、大橋ジムにてプロ転向を表明。
4月にB級プロテストを受験し合格。
6月29日、後楽園ホールにて浜崎隆広（仲里）との62kg契約6回戦でプロデビューし、2回2分49秒KO勝利。
8月26日、ジョン・ローレンス・オルドニオ（ フィリピン）とのプロ2戦目を4回3分で2戦連続KO勝利。
2022年12月26日、ロイ・スムガット（ フィリピン）とのプロ3戦目を6回1分25秒で3戦連続KO勝利。
2023年7月25日、スティーブン・フルトン 対 井上尚弥戦の前座でヘビ・マラプ（ インドネシア）とのプロ4戦目を8回2-1（75-76、80-72、77-74）で初の判定勝ち。
2024年4月25日、アジア最強ライト級トーナメント1回戦として馬強（ 中国）とのプロ5戦目を行い、2回2分35秒TKO勝ちを収め準決勝進出を果たした。
2024年7月18日、アジア最強ライト級トーナメント準決勝としてマービン・エスクエルド（ フィリピン）とのプロ6戦目を行い、2回48秒KO勝ちを収め決勝進出を果たし、同日に同じく準決勝で勝利し決勝進出を果たした齊藤陽二と2024年11月25日に行われる決勝戦で対戦することとなった。
2024年11月21日、アジア最強ライト級トーナメント決勝戦として日本ライト級4位の齊藤陽二とのプロ7戦目を行い、8回3-0（78-73、79-72、80-71）判定勝ちを収めトーナメント優勝を果たした。当初は2024年11月25日に行われる予定だったが、諸事情により前倒しとなった。

## 戦績
- アマチュア：126戦113勝（26RSC）13敗
- プロ：8戦 8勝（5KO）無敗

| 戦           | 日付           | 勝敗 | 時間    | 内容    | 対戦相手                       | 国籍         | 備考                                 |
| ------------ | -------------- | ---- | ------- | ------- | ------------------------------ | ------------ | ------------------------------------ |
| 1            | 2022年6月29日  | ☆    | 2R 2:49 | KO      | 浜崎隆広（仲里）               | 日本         | プロデビュー戦                       |
| 2            | 2022年8月26日  | ☆    | 4R 3:00 | KO      | ジョン・ローレンス・オルドニオ | フィリピン   |                                      |
| 3            | 2022年12月26日 | ☆    | 6R 1:25 | KO      | ロイ・スムガット               | フィリピン   |                                      |
| 4            | 2023年7月25日  | ☆    | 8R      | 判定2-1 | ヘビ・マラプ                   | インドネシア | ライト級4回戦                        |
| 5            | 2024年4月25日  | ☆    | 2R 2:35 | TKO     | 馬強                           | 中国         | アジア最強ライト級トーナメント1回戦  |
| 6            | 2024年7月18日  | ☆    | 2R 0:48 | KO      | マービン・エスクエルド         | フィリピン   | アジア最強ライト級トーナメント準決勝 |
| 7            | 2024年11月21日 | ☆    | 8R      | 判定3-0 | 齊藤陽二（角海老宝石）         | 日本         | アジア最強ライト級トーナメント決勝   |
| 8            | 2025年3月25日  | ☆    | 8R      | 判定3-0 | ロマー・ピニリ                 | フィリピン   |                                      |
| テンプレート |                |      |         |         |                                |              |                                      |

## 獲得タイトル
アマチュア
- 2015年度高校総体バンタム級優勝
- 2015年度国体少年の部バンタム級優勝
- 2015年度高校選抜バンタム級優勝
- 2016年度高校総体バンタム級優勝
- 2016年度国体少年の部バンタム級優勝
- 2016年度高校選抜ライト級優勝
- 2017年度高校総体ライト級優勝
- 2017年度国体少年の部ライト級優勝
- 2019年度国体成年の部ライトウェルター級優勝
- 2019年度台北国際招待トーナメント優勝

プロ
- アジア最強ライト級トーナメント優勝